# 格雷戈里·海斯勒

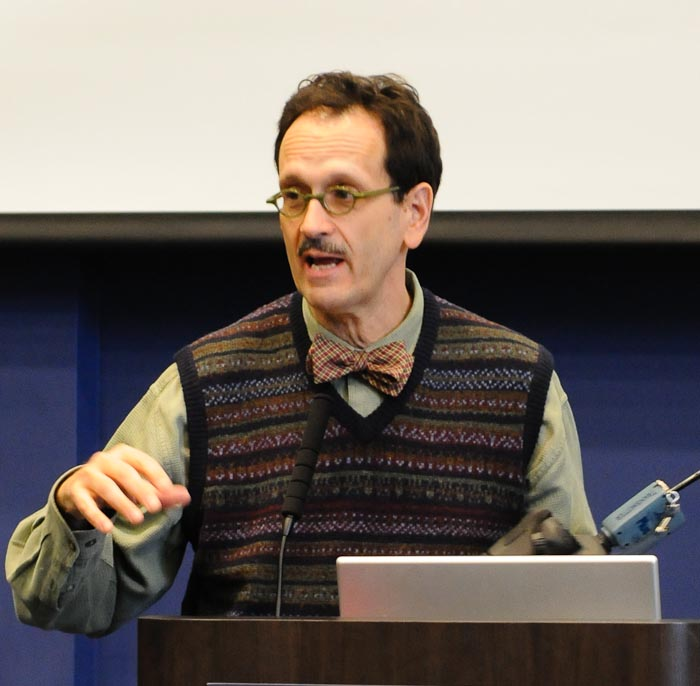
2010年10月24日，格雷戈里·海斯勒在佛蒙特州伯灵顿做演讲。

格雷戈里·海斯勒（英語：Gregory Heisler，1954年—）是一名美国摄影师，他的肖像摄影作品经常出现在很多杂志封面，唤起人们回忆。他为《时代》杂志拍攝了许多封面人物，如時代雜誌年度人物和很多其他人物。
在为《时代》杂志拍了張老布什总统的照片后，他一度被剝奪了作為白宫摄影师的特权。在这张照片中，海斯勒使用了双重曝光摄影技术，在雜誌封面展示了老布什的两张面孔。总统在被拍摄时并不知道使用了这种摄影技术。總統的新闻秘书马林·菲茨沃特（Marlin Fitzwater）后来在自己的書《Call the Briefing!》裡写到了自己的愤怒（1995年在C-SPAN电视台《Booknotes》節目上接受布莱恩·兰姆（Brian Lamb）采访时他說到自己有多沮喪）。海斯勒的行業協會抗议这项禁令，因為此行為是為了表達出社論觀點。从那以后海斯勒一直为老布什总统拍攝照片。
他他曾得過1986年美國媒體攝影師協會（ASMP）年度企业摄影师奖、1988年徕卡（Leica）卓越奖、1991年世界圖像奖，以及2000年阿尔弗雷德·艾森士塔特奖（Alfred Eisenstaedt Award）。
2009年9月他在马萨诸塞州特纳斯福尔斯（Turners Falls）的霍爾馬克攝影學院（Hallmark Institute of Photography）担任驻校藝術家。他作為一名教师扮演了学生和专业摄影界間联络人的角色，擴展了學生們的课程，为學生們提供了以前學校没有教授过的必要技能和技巧。
2014年4月25日国家摄影协会（NPPA）发布了一份公告，指他现已加入雪城大学纽豪斯公共传播学院（S.I. Newhouse School of Public Communications）的多媒体摄影与设计项目，成为了一名杰出摄影教授。